# تشوي أون سوك
تشوي أون سوك (هانغل: 최은숙) (من مواليد 28 فبراير 1986) هي مبارزة بالسلاح بسيف المبارزة من كوريا الجنوبية.
شاركت في دورة الألعاب الآسيوية 2006 في الدوحة، قطر.

## روابط خارجية
- تشوي أون سوك على موقع الاتحاد الدولي للمبارزة (الإنجليزية)
- تشوي أون سوك على موقع أوليمبيديا (الإنجليزية)